# Championnat de Belgique de football de troisième division 2014-2015
Navigation
saison précédente saison suivante
Le championnat de football D3 2014-2015 est la 86e compétition belge de football du 3e niveau national. Les trente-six participants sont répartis en deux groupes de 18.
La base géographique employée pour la composition des deux séries implique que les deux clubs relégués depuis la Division 2 sont versés dans le même groupe, à savoir le « B ».

## Nombreux soucis financiers
Cette saison du premier niveau du football belge dit « non-rémunéré » est le théâtre de nombreux épisodes du triste feuilleton "clubs en difficultés financières" (voir plus loin).
Dès avant le premier coup d'envoi, deux cercles sont dans le pétrin. Verviers se met en liquidation volontaire alors que Turnhout ne reçoit pas l'apport financier prévu. Au fil des semaines, la liste des cercles dans le rouge s'allonge dramatiquement. Par ordre alphabétique, les noms d'Ath, La Louvière Centre, Tirlemont et Visé alors que Tournai ne serait pas au mieux non plus.
Et il ne s'agit là que des noms confirmés, d'autres entités ne sont pas mieux loties, mais la discrétion (ou le déni) est souvent employée comme un dernier recours désespéré.

### Qui perd gagne?
Au deux tiers de la compétition, l'avenir est très incertain pour au mois de six clubs, soit un-sixième des participants. La lutte pour la survie n'est pas le seul écho négatif de la D3. Des rumeurs et des confirmations se succèdent au point que l'on se demande quelles formations sont réellement intéressées par une montée vers la Division 2.
Coxyde, meneur autoritaire de la Série A ne se presse pas quant à son dossier de demande de licence. Le cercle a déjà annoncé sur son propre site Internet que sans sponsor supplémentaire, il n'effectuerait pas les démarches. De son côté, Cappellen (leader de la série B) est encore plus catégorique et déclare officiellement le 19 janvier 2015 qu'il ne sollicitera pas le fameux sésame. Le 28 janvier 2015, c'est au tour de l'UW Ciney (première poursuivante de Cappellen) qui annonce son refus de demande de licence!
Fin janvier 2015, seul Deinze (Série A) semble être candidat à la montée.
Les critères d'octroi exigés par la fédération sont de plus en plus stricts et les mésaventures récentes de plusieurs clubs poussés vers la faillite éveillent la prudence de nombreux dirigeants.

## Sint-Eloois-Winkel Sport repêché
Privé de la licence adéquate pour évoluer en Proximus League, le RWDM Brussels FC est renvoyé en Division 3. Lassé, le président Johan Vermeersch confirme la faillite financière et jette l'éponge. Le matricule 1936 arrête ses activités, il est par la suite radié par l'URBSFA.
Une place se libère au 3e niveau. Vainqueur du « barrage des battus » (3-0, contre Cité Sport), lors du Tour final de Promotion 2013-2014, le K. VC Sint-Eloois-Winkel Sport est repêché et accède à la Division 3, pour la première fois de son Histoire.

## Verviers, en liquidation volontaire
Vice-champion de Woluwe-Zaventem à la fin de l'exercice précédente, le R. CS Verviers n'avait obtenu sa licence pour accéder au football rémunéré et n'avait donc pas pris part au tour final. En date du 30 juin 2014, face à une situation financière catastrophique, l'Assemblée Générale extraordinaire du « matricule 8 », décide la mise en liquidation volontaire
Une nouvelle ASBL est formée pour assuré la continuité du club qui évolue normalement en Division 3, mais avec des moyens au départ réduit. La prochaine grande étape administrative sera la « cession de patrimoine » entre les deux entités (celle mise en liquidation volontaire et la nouvelle ASBL). Si l'URBSFA considère la cession correcte, le parcours sportif se poursuit normalement. Par contre, si la cession est « punissable », une descente d'une division est toujours possible.

## Turnhout, «oiseau pour le chat?»
« Les » résultats des deux premières journées sont évidemment les très lourdes défaites du KV Turnhout. D'abord un cinglant 5-0 à Bocholt, suivi d'un épouvantable 0-13 des œuvres de Cappellen, dans le cadre du match de la 1re journée reporté à la suite du fait que la rencontre du 4e tour de la Coupe de Belgique des Campinois contre City Pirates devait être rejouée (arrêtée à cause de fortes pluies). Une partie de Coupe perdue... 2-6 par Turnhout. Ces lourds revers s'expliquent par le retrait (temporaire ?) du principal soutien financier du « matricule 148 ». Le sponsor égyptien « Wadi Degla » (par ailleurs sponsor du Lierse) ayant annoncé à la mi-juillet son impossibilité d'aider Turnhout cette saison. Ayant toutes les peines du monde à composer une équipe digne de ce nom, les dirigeants et supporteurs campinois annoncent une saison de transition. Fin août, onze joueurs doivent encore faire l'objet d'une régularisation administrative afin d'être autorisés à jouer.

## Visé en faillite
Le 28 octobre 2014, le Tribunal de Commerce de Liège prononce la faillite de la société anonyme gérant le R. CS Visé (matricule 369). Le club descendant de D2 est en proie à des difficultés financières depuis le départ du groupe indonésien (Groupe Bakrie) qui l'avait repris quelques années plus tôt. L'apport (ou prétendu tel) d'un groupe londonien dont fait partie l'ancien international anglais Terry Fenwick n'a pas été suffisant. Tout va être mis en œuvre pour terminer la saison, mais le risque d'une disparition pure et simple persiste.

## Disparition des "Géants"
Début mars 2015, une rumeur qui courait depuis plusieurs semaines se confirme: le Royal Géants Athois va disparaitre en fin de saison. Exsangue financièrement (les joueurs de l'équipe A ayant fait grève une semaine pour réclamer leurs arriérés), le matricule 2899 jette l'éponge. Une union est programmée avec le FC Ostiches (matricule 9245).
On ne parle pas d'une fusion (trop de dettes chez les Géants) mais d'une absorption par le FC Ostiches. Ce club pourrait prendre l'appellation de "FC du Pays Vert" sous le matricule 9245, mais l'administration communale d'Ath aimerait que le nom de la localité apparaisse dans la nouvelle appellation du cercle issu de l'union.
Quoi qu'il advienne le matricule 9245 évoluera en séries provinciales en 2015-2016 (en P1 si le FC Ostiches s'y maintient, ou alors en P2).
Le staff et l'équipe Premières ont accepté de jouer le coup à fond pour tenter de maintenir le matricule 2899. Celui-ci pourrait alors, éventuellement, être vendu au plus offrant.
- Pour rappel, le R. Géants Athois est issu d'une fusion en février 2004 entre la R. JS Ath-Maffle (matricule 2899) et le FC Ath Sport (matricule 9435). L'entité aura donc vécu 11 ans.

## Projet de réforme et octroi des licences
Cette saison est aussi marquée par le projet de réforme du football rémunéré que les responsables veulent réduire à 24 clubs (16 D1 + 8 D2). Pendant la saison 2014-2015, les cercles de Division 3 sont "spectateurs" des accords prononcés par la Pro League puis par La Ligue nationale (D2).
Les conditions d'octroi des licences pour le football rémunéré sont de plus en plus strictes et font renâcler de nombreux cercles de D3. La gestion financière n'est pas le seul point. Ainsi des obligations d'ordre infrastructurel (nombre de lux d'éclairage, nombre minimal obligatoire de places assises, ...) demandent des investissements trop conséquents pour des entités qui ne sont le plus souvent pas propriétaires de leur stade. Au terme de l'exercice, seules trois équipes disposent de la fameuse licence, alors que plusieurs promus potentiels ne l'ont même pas sollicitée.

## Participants

### Série A
| #  | Nom                                              | Mat. | Ville              | Stades                     | En D3 depuis    | Total en D3 | S. précédente         |
| -- | ------------------------------------------------ | ---- | ------------------ | -------------------------- | --------------- | ----------- | --------------------- |
| 1  | Koninklijke Racing Club Gent-Zeehaven            | 11   | Gand               | PGB                        | 2013-2014 (2e)  | 37 saisons  | 8e série A            |
| 2  | Royal Football Club Tournai                      | 26   | Tournai            | Luc Varenne                | 2011-2012 (4e)  | 36 saisons  | 9e série A            |
| 3  | Koninklijke Sportvereniging Oudenaarde           | 81   | Audenarde          | Burg. Thienpont            | 2013-2014 (2e)  | 37 saisons  | 2e série A            |
| 4  | Koninklijke Football Club Vigor Wuitens Hamme    | 211  | Hamme              | Gemeentelijke              | 2009-2010 (6e)  | 34 saisons  | 13e série A           |
| 5  | Koninklijke Sportvereniging Bornem               | 342  | Bornem             | Het Breeven                | 2010-2011 (5e)  | 19 saisons  | 16e série A           |
| 6  | Koninklijke Maatschappij Sportkring Deinze       | 818  | Deinze             | Burg. Van De Wiele         | 2009-2010 (6e)  | 7 saisons   | 4e série A            |
| 7  | Koninklijke Maatschappij Torhout 1992            | 822  | Torhout            | Velodroom                  | 2009-2010 (6e)  | 15 saisons  | 10e série A           |
| 8  | Koninklijke Football Club Izegem                 | 935  | Izegem             | Stedelijke                 | 2012-2013 (3e)  | 28 saisons  | 14e série A           |
| 9  | Koninklijke Voetbalvereniging Coxyde             | 1934 | Coxyde             | Henri Houtsaegers          | 2009-2010 (6e)  | 6 saisons   | 9e série A            |
| 10 | Koninklijke Rupel Boom Football Club             | 2138 | Boom               | Gemeentelijk Park          | 2011-2012 (4e)  | 13 saisons  | 12e série A           |
| 11 | Royal Géants Athois                              | 2899 | Ath                | des Géants                 | 2011-2012 (4e)  | 4 saisons   | 6e série A            |
| 12 | Koninklijke Londerzeel Sportkring                | 3630 | Londerzeel         | Burg. A. Lambert           | 2013-2014 (2e)  | 4 saisons   | 4e série A            |
| 13 | Football Club Verbroedering Dender Eed. Hekel.   | 3900 | Denderleeuw        | Van Roy                    | 2012-2013 (3e)  | 10 saisons  | 11e série A           |
| 14 | Koninklijke Sportvereniging Temse                | 4297 | Tamise             | Fernand Schuermans         | 2009-2010 (6e)  | 7 saisons   | 15e série A           |
| 15 | Koninklijke Oude-Leerlingen St-Augustinus Brakel | 5553 | Brakel             | OLSA                       | 2010-2011 (5e)  | 5 saisons   | 7e série A            |
| 16 | Koninklijke Football Club Eendracht Zele         | 1046 | Zele               | Ter Elst                   | 2014-2015 (1re) | 21 saisons  | Promotion 1re série B |
| 17 | Koninklijke Voetbalclub Sint-Eloois-Winkel Sport | 4408 | Sint-Eloois-Winkel | De St-Eloois-Winkelstadion | 2014-2015 (1re) | 1 saison    | Promotion 3e série A  |
| 18 | Football Club Gullegem                           | 9512 | Gullegem           | FC Gullegem                | 2014-2015 (1re) | 1 saison    | Promotion 1re série A |

#### Localisations Série A
| \| Audenarde Boom BOR Gand Dender HAM Zele TEM Londerzeel Coxyde Torhout Izegem SEW Gullegem Deinze Brakel Tournai Ath \| Localisation des clubs engagés en Division 3A 2014-2015 |
| Audenarde Boom BOR Gand Dender HAM Zele TEM Londerzeel Coxyde Torhout Izegem SEW Gullegem Deinze Brakel Tournai Ath                                                               |

Explications abréviations:
BOR = Bornem
HAM = K. FC Vigor Wuitens Hamme
TEM = Tamise
SEW = K. VC St-Eloois-Winkel Sport

### Série B
| #  | Nom                                              | Mat. | Ville       | Stades               | En D3 depuis    | Total en D3 | S. précédente         |
| -- | ------------------------------------------------ | ---- | ----------- | -------------------- | --------------- | ----------- | --------------------- |
| 1  | Royal Cercle Sportif Visé                        | 369  | Visé        | de la Cité de l'Oie  | 2014-2015 (1re) | 11 saisons  | Division 2 18e        |
| 2  | Koninklijke Hoogstraten Voetbalvereniging        | 2366 | Hoogstraten | Seminarie            | 2014-2015 (1re) | 22 saisons  | Division 2 17e (TF)   |
| 3  | Royal Cercle Sportif Verviétois                  | 8    | Verviers    | Bielmont             | 2005-2006 (10e) | 30 saisons  | 2e série B            |
| 4  | Royale Union Saint-Gilloise                      | 10   | St-Gilles   | Joseph Marien        | 2008-2009 (7e)  | 27 saisons  | 6e série B            |
| 5  | Koninklijke Berchem Sport                        | 28   | Berchem     | Ludo Coeck           | 2012-2013 (3e)  | 12 saisons  | 14e série B           |
| 6  | Royal Cappellen Football Club                    | 43   | Kapellen    | Jos Van Wellen       | 2012-2013 (3e)  | 34 saisons  | 12e série B           |
| 7  | Koninklijke Voetbalclub Turnhout                 | 148  | Turnhout    | Stadspark            | 2011-2012 (4e)  | 36 saisons  | 4e série B            |
| 8  | Union Royale La Louvière Centre                  | 213  | La Louvière | du Tivoli            | 2008-2009 (7e)  | 15 saisons  | 5e série B            |
| 9  | Royale Union Wallonne Ciney                      | 460  | Ciney       | Lambert              | 2012-2013 (3e)  | 7 saisons   | 10e série B           |
| 10 | Royal Football Club Union La Calamine            | 526  | La Calamine | Prince Philippe      | 2011-2012 (4e)  | 9 saisons   | 11e série B           |
| 11 | Koninklijke Bocholter Voetbalvereniging          | 595  | Bocholt     | Damburg              | 2001-2002 (14e) | 15 saisons  | 7e série B            |
| 12 | Koninklijke Sportclub Grimbergen                 | 1021 | Grimbergen  | Prinsenbos           | 2010-2011 (5e)  | 5 saisons   | 16e série B           |
| 13 | Koninklijke Diegem Sport                         | 3887 | Diegem      | Gemeentelijke        | 2003-2004 (12e) | 17 saisons  | 13e série B           |
| 14 | Royal Sprimont Comblain Sport                    | 260  | Sprimont    | du Tultay            | 2013-2014 (2e)  | 11 saisons  | 9e série B            |
| 15 | Koninklijke Sporting Hasselt                     | 3245 | Hasselt     | Stedelijke           | 2013-2014 (2e)  | 12 saisons  | 8e série B            |
| 16 | Koninklijke Football Club Oosterzonen Oosterwijk | 3970 | Oosterwijk  | Stedelijke           | 2013-2014 (2e)  | 2 saisons   | 15e série B           |
| 17 | Koninklijke Voetbal Klub Tienen                  | 132  | Tirlemont   | Julien Bergé         | 2014-2015 (1re) | 42 saisons  | Promotion 1re série C |
| 18 | Royal Wallonia Walhain Chaumont-Gistoux          | 3262 | Walhain     | Stade des Boscailles | 2014-2015 (1re) | 10 saisons  | Promotion 1re série D |

#### Localisations Série B
| \| Hoogstraten Cappellen Berchem Turnhout Oosterwijk Bocholt Hasselt Grimbergen Diegem Tirlemont Walhain Union SG Ciney Visé Sprimont Verviers La Calamine \| Localisation des clubs engagés en Division 3B 2014-2015 |
| Hoogstraten Cappellen Berchem Turnhout Oosterwijk Bocholt Hasselt Grimbergen Diegem Tirlemont Walhain Union SG Ciney Visé Sprimont Verviers La Calamine                                                               |

## Classements 2014-2015

### Légende
|                  | Champion et promu en Division 2                                                   |
|                  | Champion mais non promu en Division 2 car pas en possession de la licence requise |
|                  | Non-champion mais promu en Division 2 car en possession de la licence requise     |
|                  | Qualifié pour le tour final pour la montée en Division 2                          |
|                  | clubs devant prendre part au Tour final des Promotions                            |
|                  | Relégation en Promotion                                                           |
| en diminution    | Relégué de D2 depuis la saison 2013-2014                                          |
| en augmentation  | Promu de Promotion (D4) depuis la saison 2013-2014                                |
| (T1), (T2), (T3) | Vainqueurs de périodes 2012-2013                                                  |

### Division 3A

#### Classement final
- NOTE: Les 10 premières journées composent le classement de la "première tranche". Pour rappel les 3 vainqueurs de tranche sont assurés de participer au tour final (sous réserve de l'acception de leur demande de licence pour la Division 2)
- Champion d'automne: K. VV Coxyde

| Rang | Équipe                          | Pts | J  | G  | N  | P  | Bp | Bc | Diff |
| ---- | ------------------------------- | --- | -- | -- | -- | -- | -- | -- | ---- |
| 1    | K. VV COXYDE (T1-T2)            | 71  | 34 | 22 | 5  | 7  | 75 | 42 | +33  |
| 2    | KM SK Deinze                    | 65  | 34 | 19 | 8  | 7  | 72 | 29 | +43  |
| 3    | K. SV Temse                     | 61  | 34 | 17 | 10 | 7  | 64 | 33 | +31  |
| 4    | K. OLSA Brakel                  | 55  | 34 | 16 | 7  | 11 | 52 | 44 | +8   |
| 5    | K. Rupel Boom FC                | 54  | 34 | 16 | 6  | 12 | 55 | 51 | +4   |
| 6    | K. SV Oudenaarde                | 54  | 34 | 15 | 9  | 10 | 54 | 42 | +12  |
| 7    | K. VC St-Eloois-Winkel Sp.      | 52  | 34 | 15 | 7  | 11 | 57 | 53 | +4   |
| 8    | K. FC Vigor W. Hamme            | 50  | 34 | 13 | 11 | 10 | 55 | 50 | +5   |
| 9    | FC Verbroedering Dender EH (T3) | 49  | 34 | 14 | 7  | 13 | 46 | 39 | +7   |
| 10   | K. RC Gent-Zeehaven             | 47  | 34 | 13 | 7  | 14 | 41 | 48 | -7   |
| 11   | K. Londerzeel SK                | 44  | 34 | 11 | 11 | 12 | 46 | 43 | +3   |
| 12   | FC Gullegem                     | 43  | 34 | 11 | 10 | 13 | 35 | 34 | +1   |
| 13   | K. SV Bornem                    | 42  | 34 | 10 | 12 | 12 | 46 | 53 | -7   |
| 14   | K. FC Izegem                    | 40  | 34 | 11 | 7  | 16 | 45 | 57 | -12  |
| 15   | KM Torhout 92                   | 40  | 34 | 10 | 10 | 14 | 33 | 42 | -9   |
| 16   | R. Géants Athois                | 35  | 34 | 9  | 8  | 17 | 39 | 68 | -29  |
| 17   | K. FC Eendracht Zele            | 30  | 34 | 8  | 6  | 20 | 43 | 55 | -12  |
| 18   | R. FC Tournai                   | 14  | 34 | 4  | 2  | 28 | 27 | 92 | -65  |

- Note: le Dender vainqueur de la 3e période n'a pas reçu sa licence pour le football rémunéré et son appel devant la CBAS n'a pas abouti.

#### Tableau des rencontres de la Série A
| Résultats (▼dom., ►ext.)                                   | ATH | BOO | BOR | BRA | COX | DEI  | DEN | RCG | GUL | HAM | IZE | LON | OUD | SEW | TEM | TOR | FCT | ZEL |
| R. Géants Athois                                           |     | 0-1 | 1-2 | 0-1 | 0-0 | 0-16 | 2-0 | 2-0 | 0-1 | 2-2 | 1-0 | 2-1 | 1-1 | 0-2 | 0-1 | 1-3 | 1-4 | 1-5 |
| K. Rupel Boom FC                                           | 2-0 |     | 2-2 | 2-1 | 1-4 | 0-3  | 5-0 | 0-0 | 3-2 | 1-0 | 1-1 | 4-2 | 0-2 | 1-2 | 0-1 | 2-0 | 4-1 | 2-0 |
| K. SV Bornem                                               | 4-1 | 0-1 |     | 1-2 | 1-3 | 2-2  | 2-2 | 2-2 | 1-1 | 0-1 | 1-0 | 1-3 | 1-1 | 2-3 | 0-0 | 3-1 | 2-1 | 2-1 |
| K. OLSA Brakel                                             | 1-0 | 3-2 | 1-1 |     | 1-3 | 1-2  | 0-0 | 2-2 | 2-1 | 3-1 | 0-1 | 0-1 | 0-2 | 4-1 | 5-5 | 2-0 | 1-0 | 2-0 |
| K. VV Coxyde                                               | 4-1 | 2-3 | 3-0 | 2-4 |     | 2-0  | 3-2 | 3-0 | 1-0 | 1-1 | 4-0 | 1-0 | 1-0 | 5-2 | 2-2 | 3-2 | 7-2 | 3-1 |
| KM SK Deinze                                               | 1-3 | 2-2 | 3-1 | 0-1 | 0-2 |      | 2-0 | 5-0 | 3-2 | 3-2 | 1-1 | 2-0 | 3-1 | 3-0 | 0-1 | 1-0 | 2-0 | 2-1 |
| FC Verbroed. Dender EH                                     | 2-0 | 2-1 | 3-1 | 2-0 | 2-0 | 1-0  |     | 3-0 | 0-1 | 2-3 | 0-1 | 1-2 | 0-1 | 2-2 | 0-1 | 1-0 | 5-0 | 4-0 |
| K. RC Gent-Zeehaven                                        | 0-3 | 0-2 | 2-1 | 3-1 | 2-1 | 1-3  | 3-0 |     | 0-1 | 1-2 | 4-0 | 2-1 | 2-0 | 2-0 | 2-0 | 1-1 | 2-1 | 0-0 |
| FC Gullegem                                                | 1-2 | 3-1 | 0-0 | 0-1 | 1-0 | 0-0  | 0-1 | 0-0 |     | 2-2 | 1-1 | 1-1 | 0-1 | 3-4 | 0-2 | 0-0 | 1-0 | 0-0 |
| K. FC Vigor W. Hamme                                       | 1-4 | 1-1 | 1-3 | 2-0 | 3-0 | 0-3  | 1-3 | 1-1 | 3-0 |     | 2-2 | 1-1 | 2-2 | 1-1 | 2-0 | 2-0 | 4-1 | 2-1 |
| K. FC Izegem                                               | 3-3 | 4-0 | 0-4 | 2-3 | 3-4 | 0-2  | 0-0 | 2-0 | 1-3 | 1-0 |     | 4-1 | 1-4 | 1-4 | 1-1 | 2-0 | 1-0 | 2-1 |
| K. Londerzeel SK                                           | 0-0 | 4-1 | 2-0 | 1-1 | 1-1 | 1-1  | 0-2 | 3-1 | 1-3 | 4-0 | 2-0 |     | 2-2 | 3-1 | 0-2 | 0-0 | 2-3 | 1-1 |
| K. SV Oudenaarde                                           | 1-3 | 2-4 | 0-0 | 1-1 | 0-1 | 2-2  | 0-1 | 2-1 | 1-0 | 2-2 | 3-1 | 3-1 |     | 3-1 | 0-3 | 3-1 | 4-0 | 1-3 |
| K. VC St-Eloois-Winkel Sp.                                 | 1-1 | 1-3 | 2-2 | 1-0 | 1-2 | 0-0  | 2-0 | 3-0 | 1-0 | 1-2 | 2-1 | 0-0 | 1-1 |     | 2-4 | 1-2 | 1-0 | 5-2 |
| K. SV Temse                                                | 0-0 | 1-0 | 5-0 | 4-3 | 4-2 | 0-0  | 2-2 | 0-1 | 0-1 | 1-3 | 2-0 | 0-0 | 0-1 | 1-2 |     | 1-1 | 5-0 | 7-1 |
| KM Torhout 92                                              | 2-2 | 0-0 | 1-2 | 1-1 | 1-2 | 0-1  | 2-2 | 0-1 | 0-4 | 1-0 | 2-0 | 1-0 | 2-0 | 2-0 | 1-1 |     | 2-1 | 1-0 |
| R. FC Tournai                                              | 3-2 | 1-2 | 0-1 | 0-3 | 0-0 | 2-1  | 1-1 | 2-4 | 0-1 | 0-4 | 1-6 | 0-2 | 0-5 | 0-6 | 1-3 | 0-1 |     | 1-3 |
| K. FC Eendracht Zele                                       | 2-0 | 4-1 | 2-3 | 0-1 | 1-3 | 0-3  | 1-0 | 1-1 | 1-1 | 4-1 | 0-2 | 1-3 | 1-2 | 0-1 | 0-4 | 2-2 | 3-1 |     |
| - Victoire à domicile - Match nul - Victoire à l'extérieur |     |     |     |     |     |      |     |     |     |     |     |     |     |     |     |     |     |     |

### Division 3B

#### Classement final
- NOTE: Les 10 premières journées composent le classement de la "première tranche". Pour rappel les 3 vainqueurs de tranche sont assurés de participer au tour final (sous réserve de l'acception de leur demande de licence pour la Division 2)
- Champion d'automne: R. Cappellen FC

| Rang | Équipe                          | Pts | J  | G  | N  | P  | Bp  | Bc  | Diff |
| ---- | ------------------------------- | --- | -- | -- | -- | -- | --- | --- | ---- |
| 1    | R. CAPPELLEN FC (T1)            | 73  | 34 | 22 | 7  | 5  | 105 | 40  | +65  |
| 2    | R. Sprimont Comblain Sport (T3) | 68  | 34 | 21 | 5  | 8  | 69  | 34  | +35  |
| 3    | R. Union St-Gilloise            | 67  | 34 | 20 | 7  | 7  | 54  | 33  | +21  |
| 4    | R. UW Ciney                     | 65  | 34 | 19 | 8  | 7  | 73  | 42  | +31  |
| 5    | K. Bocholter VV (T2)            | 64  | 34 | 18 | 10 | 6  | 77  | 37  | +40  |
| 6    | R. Wallonia Walhain CG          | 57  | 34 | 17 | 6  | 11 | 58  | 40  | +18  |
| 7    | K. SK Hasselt                   | 56  | 34 | 16 | 8  | 10 | 59  | 43  | +16  |
| 8    | K. Hoogstraten VV               | 51  | 33 | 15 | 6  | 13 | 58  | 54  | +4   |
| 9    | K. FC Oosterzonen               | 51  | 34 | 14 | 9  | 11 | 69  | 48  | +21  |
| 10   | R. FC Union La Calamine         | 47  | 34 | 14 | 5  | 15 | 54  | 57  | -3   |
| 11   | UR La Louvière Centre           | 47  | 34 | 13 | 8  | 13 | 56  | 66  | -10  |
| 12   | K. Berchem Sport                | 44  | 34 | 14 | 3  | 17 | 57  | 72  | -15  |
| 13   | K. VK Tienen                    | 35  | 34 | 9  | 8  | 17 | 49  | 58  | -9   |
| 14   | K. Diegem Sport                 | 35  | 34 | 9  | 8  | 17 | 40  | 61  | -21  |
| 15   | K. SC Grimbergen                | 35  | 34 | 8  | 11 | 15 | 34  | 46  | -12  |
| 16   | R. CS Visé                      | 28  | 34 | 8  | 4  | 22 | 40  | 83  | -43  |
| 17   | R. CS Verviétois                | 25  | 34 | 6  | 7  | 21 | 43  | 95  | -52  |
| 18   | KV Turnhout                     | 7   | 34 | 1  | 4  | 29 | 22  | 109 | -87  |

- Note1: Vainqueur d'une période, Bocholt n'a pas pris part au tour final faute de licence pour le football rémunéré.
- Note2: Candidat à la montée et participant au tour final "par défaut", le Hasselt n'a finalement pas reçu sa licence pour le football rémunéré et son appel devant la CBAS n'a pas abouti.

#### Tableau des rencontres de la Série B
| Résultats (▼dom., ►ext.)                                   | BER | BOC | CAP  | CIN | DIE | GRI | HAS | HOO | CAL | LOU | OOS | USG | SPR | TIE | TUR | VER | VIS | WAL |
| K. Berchem Sport                                           |     | 1-0 | 0-3  | 1-2 | 1-1 | 3-3 | 1-7 | 2-1 | 1-3 | 2-1 | 2-0 | 0-2 | 0-4 | 2-4 | 4-0 | 2-1 | 2-2 | 1-0 |
| K. Bocholter VV                                            | 2-1 |     | 1-2  | 2-2 | 7-0 | 2-0 | 4-0 | 1-0 | 0-0 | 1-0 | 2-2 | 2-0 | 1-0 | 3-1 | 5-0 | 5-1 | 2-0 | 1-0 |
| R. Cappellen FC                                            | 2-3 | 4-1 |      | 1-3 | 1-0 | 2-0 | 0-0 | 4-1 | 2-1 | 7-1 | 4-1 | 3-0 | 1-1 | 2-1 | 3-1 | 1-1 | 4-0 | 2-1 |
| R. UW Ciney                                                | 3-0 | 0-1 | 3-2  |     | 1-3 | 2-1 | 4-1 | 1-2 | 6-2 | 3-1 | 2-1 | 1-3 | 1-0 | 1-1 | 7-1 | 1-0 | 3-0 | 1-1 |
| K. Diegem Sport                                            | 2-0 | 2-2 | 0-4  | 2-5 |     | 2-1 | 1-0 | 2-4 | 0-2 | 0-0 | 2-2 | 1-3 | 0-1 | 2-0 | 0-0 | 1-3 | 0-1 | 0-2 |
| K. SC Grimbergen                                           | 0-3 | 0-3 | 1-1  | 0-0 | 1-1 |     | 2-3 | 0-2 | 3-0 | 1-1 | 0-0 | 1-1 | 0-1 | 3-2 | 1-0 | 1-0 | 0-1 | 0-1 |
| K. SK Hasselt                                              | 4-2 | 1-1 | 1-1  | 3-0 | 3-2 | 2-2 |     | 1-1 | 1-0 | 4-1 | 3-3 | 3-1 | 1-0 | 0-1 | 2-1 | 3-0 | 2-0 | 2-0 |
| K. Hoogstraten VV                                          | 2-1 | 1-1 | 1-3  | 2-1 | 2-0 | 0-0 | 3-0 |     | 1-2 | 1-1 | 3-1 | 0-2 | 0-2 | 1-0 | 3-2 | 3-0 | 2-2 | 3-0 |
| R. FC Union La Calamine                                    | 3-4 | 2-2 | 2-3  | 1-2 | 2-0 | 0-1 | 0-1 | 4-1 |     | 0-1 | 3-2 | 3-3 | 0-4 | 2-0 | 5-1 | 1-0 | 3-1 | 1-3 |
| UR La Louvière Centre                                      | 5-3 | 1-1 | 3-4  | 0-3 | 1-4 | 2-0 | 3-2 | 0-3 | 2-0 |     | 2-1 | 0-1 | 3-2 | 3-2 | 3-2 | 3-3 | 5-1 | 0-2 |
| K. FC Oosterzonen                                          | 4-1 | 2-2 | 2-5  | 1-0 | 4-0 | 2-0 | 1-1 | 6-2 | 4-0 | 2-2 |     | 0-1 | 2-0 | 2-0 | 5-0 | 6-0 | 2-0 | 0-0 |
| R. Union St-Gilloise                                       | 2-0 | 2-0 | 1-1  | 0-1 | 1-1 | 1-3 | 1-0 | 1-0 | 2-1 | 1-1 | 5-1 |     | 0-2 | 3-0 | 3-0 | 2-1 | 2-1 | 1-0 |
| R. Sprimont Comblain Sp.                                   | 5-1 | 2-1 | 4-1  | 1-1 | 3-1 | 1-1 | 3-1 | 2-1 | 1-1 | 2-4 | 2-2 | 1-2 |     | 1-0 | 3-0 | 1-3 | 3-0 | 2-0 |
| K. VK Tienen                                               | 1-2 | 3-1 | 1-4  | 0-3 | 0-0 | 1-1 | 1-0 | 4-1 | 1-2 | 2-0 | 1-2 | 0-0 | 1-3 |     | 3-0 | 2-1 | 2-2 | 2-2 |
| KV Turnhout                                                | 1-2 | 1-7 | 0-13 | 1-3 | 0-3 | 0-1 | 0-3 | 2-2 | 2-2 | 0-1 | 0-3 | 0-3 | 1-4 | 1-1 |     | 0-1 | 3-0 | 0-3 |
| R. CS Verviétois                                           | 0-5 | 3-3 | 0-7  | 3-3 | 2-1 | 0-2 | 0-4 | 2-5 | 1-2 | 5-2 | 0-3 | 1-1 | 2-5 | 3-3 | 3-1 |     | 1-3 | 2-5 |
| R. CS Visé                                                 | 0-3 | 2-5 | 0-10 | 2-2 | 0-2 | 3-2 | 0-0 | 4-3 | 1-2 | 0-2 | 2-0 | 1-2 | 0-1 | 1-6 | 4-1 | 1-2 |     | 0-3 |
| R. Wallonia Walhain CG                                     | 2-1 | 2-2 | 3-0  | 2-2 | 2-4 | 3-2 | 3-0 | 0-1 | 0-2 | 1-1 | 1-0 | 2-0 | 1-2 | 2-1 | 3-1 | 4-1 | 4-2 |     |
| - Victoire à domicile - Match nul - Victoire à l'extérieur |     |     |      |     |     |     |     |     |     |     |     |     |     |     |     |     |     |     |

## Déroulement de la saison

### Série A

#### Première période
Cette période s'écoule du 13 août 2014 au 5 octobre 2014.
C'est Deinze qui prend le meilleur départ avec trois succès lors des trois premières journées. Londerzeel et Coxyde sont les premiers poursuivants avec 7 points. Les promus de St-Eloois-Winkel semblent s'acclimater rapidement (6 sur 9). Oudenaarde reste invaincu mais pointe au 8e rang avec 5 unités. En fond de classement, Bornem, Izegem (1) et surtout Tournai (0) sont à la peine.
À la mi-période, aucune équipe ne s'est encore détachée. Rupel Boom (12) occupe la tête devant Londerzeel (11) et un quatuor avec 10 unités (Coxyde, Deinze, Hamme et les promus de St-E-Winkel). En fond de classement Izegem (1) et Tournai (0), qui se plaint de l'absence de nombreux titulaires blessés, végètent péniblement.
Lors de la 7e journée, Deinze (16) s'isole en tête en profitant des partages concédés par ses rivaux les plus proches. Londerzeel (15) suite devant le duo Coxyde/Hamme (14) puis Rupel Boom (12) qui concède deux revers consécutifs. En fond de tableau, Tournai reste à 0 après une septième défaite qui plus est contre Bornem, à ce moment un concurrent direct. Izegem (4), avant-dernier enlève son premier succès (4-0 contre Rupel Boom). Dender (6) et Zele (5) précédent les deux derniers classés.
La situation reste serrée à l'issue de la 8e journée. Coxyde (17) fait la bonne affaire (vainqueur 3-0 du RC Gent-Zeehaven) revient à hauteur de Deinze (accroché 2-2 à Oudenaerde). Londerzeel (16) (1-1 à Gullegem) et Hamme (15) (2-2 à Ath) restent dans le coup pour la période, tout comme St-Eloois-Winkel (14) (victoire 1-0 contre Tournai). Pour les Sang & Or tournaisiens c'est désormais le 0 sur 24 ! Zele (5) et Dender (6) ont également perdu mais Izegem (deuxième succès de suite, 0-1 à Dender) totalise maintenant 7 unités.
Deinze et Coxyde (ce dernier auteur d'une jolie qualification aux tirs au but face à Mouscron-Péruwelz le mercredi précédent en 1/16e de finale de la Coupe de Belgique) s'imposent de concert et restent à égalité devant avec 20 points. La période se joue entre ces deux équipes lors de la 10e journée car Londerzeel a partagé (1-1) contre OLSA Brakel, qui pour complément d'information a réalisé, en Coupe, l'exploit des 1/16e en étrillant Westerlo 6-1. Tournai reporte son premier succès (3-2) contre Ath.
Coxyde s'impose à Brakel (1-3) et gagne la 1re période tandis que Deinze est accroché (1-1) à domicile, par Izegem.

#### Deuxième période
Cette période s'écoule du 11 octobre 2014 au 25 janvier 2015 (sauf remises inopinées).
Coxyde, déjà vainqueur de la période initiale, réalise un sans-faute à l'entame de la deuxième: 12 sur 12. Londerzeel et Zele (qui lutte pour quitter la zone rouge) ont 9 unités. après quatre rencontres. Lors de la 14e journée, Tournai perd le match à 6 points à Izegem (1-0). Ath régresse aussi dans le classement après un revers (0-1) contre Gullegem.
Un succès étriqué (3-2), contre Dender alors avant-dernier classé, permet à Coxyde de remporter le titre honorifique de « champion d'automne » lors de la 15e journée, car Londerzeel a été accroché (2-2) par Oudenaarde. Deinze, facile vainqueur (0-3) à Zele, reprend la deuxième place. Ath (1-0, à Brakel) et Tournai (1-3, contre Temse) concèdent de nouveaux revers qui les enfoncent davantage.
Lors de la 16e journée, Deinze gagne le sommet contre Londerzeel (2-0) et conforte sa deuxième place. Hamme, vainqueur (4-1) contre Tournai, rejoint Londerzeel. Cela se complique de plus en plus pour Ath, battu (1-2) par Bornem, lequel restait pourtant sur quatre matchs sans victoire.
Coxyde termine le premier tour en s'imposant (2-0) contre Deinze, son premier poursuivant. Le leader compte désormais 10 unités d'avance. Cet écart passe à 12 points une semaine plus tard, lorsque le meneur écarte Izegem (4-0) et que Deinze est accroché (0-0) à Gullegem. La défaite subie par Londerzeel (0-2) contre le SV Temse permet à celui-ci de prendre la quatrième place (avec un match joué de plus) à Hamme battu (4-1) à Zele qui fait la bonne opération dans le bas de classement. Ath retrouve le chemin de la victoire (2-0) contre Gand alors que si Tournai à mener il s'incline de nouveau (2-1) à Torhout.
Surprise lors de la 19e journée, avec la deuxième défaite pour le meneur. Coxyde s'incline (4-2) à Tamise, l'autre équipe en forme. Le « KSVT » aligne une 5e rencontre sans défaite et pointe à la deuxième place du classement de la période (la troisième au général), avec un match joué de plus. Pour les Côtiers les dégâts sont cependant limités car ses poursuivants directs ont aussi perdu des plumes. Deinze est surpris à domicile (0-1) par Brakel, alors que Hamme et Londerzeel se sont neutralisés (1-1). Défaite catastrophe pour Tournai (1-3) contre Zele, soit un adversaire direct qui s'éloigne encore davantage.
L'année civile se termine par un partage (1-1, contre Hamme) pour le leader, Coxyde. Mais ce résultat est suffisant pour apporter le gain de la deuxième période au cercle côtier. Deinze est aussi contraint au nul (2-2, à Bornem) alors que Londerzeel est battu (2-3) par un surprenant Tournai. Le résultat le plus important est la victoire des Géants Athois (2-0) devant Dender.
Durant la trêve hivernale, du changement survient à Dender. Le cercle flandrien où des investisseurs indonésiens seraient arrivés, engage un nouveau staff technique. Emilio Ferrera (licencié par Genk en début de saison) est nommé Directeur Technique, alors que le poste d’entraîneur revient à Marc Grosjean qui est assisté de Quentin Govaert.
Lors de la reprise en janvier, Coxyde est accroché à Tournai (0-0) alors que Temse (vainqueur 4-3 de Brakel) se maintient dans le groupe de tête en profitant du revers de Londerzeel (1-0 à Torhout). Ath reprend par une victoire (1-3) à Oudenaarde, mais le feu couve chez les Géants, où un litige croissant oppose la direction et les joueurs de l'équipe Premières en raison de salaires non versés. La période se termine le 25 janvier 2015 avec deux résultats notables. D'une part, l'importante victoire de Dender (3-0) face au RC Gand-Zeehaven qui permet au club bleu et noir de laisser les places descendantes derrière lui. D'autre part, étant donné que ses joueurs de l'équipe Premières refusent de jouer et font grève (voir ci-avant), les Géants Athois ne peuvent aligner qu'une équipe composée de jeunes joueurs. Ceux-ci résistent six minutes puis s'écroulent malgré leur courage: 0-16 !

#### Troisième période
Cette période s'écoule du 31 janvier 2015 au 3 mai 2015 (sauf remises inopinées).
Après 24 journées, Coxyde compte 15 points d'avance sur Deinze qui s'est incliné (1-0) à Dender, lequel poursuit sa remontée.
Peu avant la 25e journée, le leader Coxyde confirme dans une conférence de presse qu'il demande sa licence pour le football rémunéré (en d'autres termes la D2). Sans doute aucune relation de cause à effet mais Coxyde concède son troisième revers (2-1, à Gand-Zeehaven). Deinze et Temse reprennent trois longueurs au meneur. Si les Géants Athois vont conquérir un succès important (1-4) au Vigor Hamme, Tournai s'effondre (0-6) contre St-Eloois-Winkel et se rapproche davantage encore de la Promotion. Après trois rencontres, Brakel et Bornem mènent le classement de la dernière période avec 9 unités, Dender et Gullegem en totalisent 7.
Coxyde est dans une mauvaise passe car les Côtiers concèdent deux nouvelles défaites (1-0 à Gullegem et 2-4 contre Brakel). Leur avantage sur Deinze n'est plus que de 6 points au terme de la 27e journée. Temse, classé 3e, est à dix longueurs. Au classement de la troisième période, c'est le FC Gullegem (13) qui mène devant OLSA Brakel et SV Bornem (12) eux-mêmes suivis de SK Deinze et Dender EH (10).
Au lendemain de cette 27e journée, on reçoit la confirmation de la disparition prochaine des Géants Athois (voir plus haut).
La 28e journée est marquée par un nouveau revirement. Deinze repousse ses rêves de retour en subissant la loi de son plus proche poursuivant, Tamise (0-1), alors que Coxyde renoue avec la victoire (1-3) à Bornem. L'écart entre les deux premiers du général est de nouveau de 9 points. Par ailleurs, OLSA Brakel s'isole en tête du classement de la dernière période en prenant la mesure (2-1) du FC Gullegem, son rival direct. En fond de tableau, les Géants Athois sont corrigés (1-5) par le barragiste de l'Eendracht Zele qui revient à trois points des "Géants".
Lors de la 29e journée, les trois premiers s'imposent de concert. En bas de tableau, Ath obtient un partage (0-0) à Londerzeel, mais voit revenir l'Eendracht Zele qui a battu Rupel Boom (4-1) à une longueur. Le succès de Zele condamne mathématiquement Tournai, battu 0-5 par Audenarde, à la relégation en Promotion.

##### Retour du suspense
Au général, le suspense pour le titre perdure légèrement lors de la 30e journée avec la victoire de Deinze (2-0) contre Tournai alors que le leader Coxyde est tenu en échec (0-0) à Ath. Sept unités séparent les deux formations de tête alors qu'il en reste 12 à distribuer. Le point pris par les Athois est de bonne facture contre le meneur de la série mais il laisse le cercle hennuyer à la portée d'Izegem vainqueur (1-0) de Hamme. Dender large vainqueur (4-0) de Zele prend ses distances avec la zone rouge et surtout point au 2e rang du classement de la période à une longueur de Brakel (qui a gagné 1-2 à Bornem).
La 31e journée confirme la tendance. Coxyde (65) semble gagner par la "peur d'être champion" et est de nouveau défait à domicile, cette fois par Rupel Boom (2-3) alors que Deinze (61) va gagner (0-1) à Torhout. Les autres informations importantes viennent de la fin de tableau. Izegem (31) large vainqueur à Tournai (1-6) devient barragiste à la place de Zele (30) lequel battu (1-2) par Oudenaarde hérite su siège de descendant direct. Ath (35) obtient trois points importants en s'imposant à Gullegem (1-2). Le classement de la troisième période reste dirigé par Brakel (21) devant Dender (20) et le duo Deinze/Oudenaarde (19)et ensuite Rupel Boom (17).
La 32e journée confirme que Coxyde (65) est à la peine en fin de championnat. Le club côtier s'incline (2-0) à Dender et concède le retour à un seul point de Deinze (65) qui s'est débarrassé délicatement de l'Eendracht Zele (30). Celle-ci se rapproche d'une descente en Promotion car Izegem (34) a gagné contre Torhout (2-0). Les Géants Athois (35) sont toujours concernés après un nouveau revers (0-1) contre Brakel qui, par ailleurs, mène le classement de la dernière période avec 25 unités, devant Dender (24) puis la paire Deinze/Oudenaarde (22) et enfin Rupel Boom (20).

##### Coxyde sacré à une journée de la fin
Après avoir tremblé, le K. VV Coxyde (68-21v) décroche le titre lors de la 33e journée en s'imposant (1-0) contre Oudenaarde pendant que Deinze (65-19v) est accroché (1-1)à Londerzeel. Avec trois points et deux victoires d'avance, le cercle côtier gagne sa place en Division 2 pour la première fois de son Histoire.
Alors que Brakel et Dender sont les deux derniers candidats au gain de la 3e période, L'Eendracht Zele subi la loi d'Izegem (0-2) et s'en retrouve mathématiquement renvoyée en "Promotion". Par contre Izegem (37) passe devant Ath (35), lequel défait (4-1) à Bornem, devient "barragiste".

##### Ath barragiste
Pas de miracle pour les Géants Athois qui doivent passer par la case "barrages". Battu (2-1) au RC Gent-Zeehaven, les Mauves et Jaunes n'avaient de toutes façons plus leur sort en main. Izegem qui a gagné (4-1) contre Londerzeel ne pouvait plus être rejoint.
Reste l'incertitude Dender qui en gagnant (2-0) contre OLSA Brakel s'est assuré le gain de la période, mais sa demande de licence est toujours en suspens. Le club s'est présenté devant la CBAS le 22 avril 2015 et l'arrêt est attendu pour le 11 mai.

### Série B

#### Première période
Cette période s'écoule 13 août 2014 au 5 octobre 2014.
Après 4 rencontres, Cappellen, Ciney et l'Union mènent la danse avec 10 points. Le « gros du peloton » reste groupé sur 3 unités jusqu'au 8e rang. Cinq formations n'ont pas encore gagné de match dont KV Turnhout qui reste scotché à 0.
5e journée: Cappellen (0-7 à Verviers) et Ciney (2-5 à Diegem) n'ont pas l'ombre d'un souci. Sprimont évite le piège contre Walhain (2-0). L'Union est accrochée (3-3) à La Calamine alors que La Louvière domine amplement mais se fait peur contre Hasselt (3-2). Les Loups restent dans le sillage du quatuor de tête. Diegem, Verviers et Turnhout restent plein marasme alors qu'Oosterzonen et Berchem obtiennent leur première victoire.
Cappellen (19) est seul aux commandes après la 7e journée quand Ciney (17) partage à Bocholt (2-2). L'Union et Sprimont reviennent sur les Condruziens alors que La Louvière (13) est seul cinquième. Diegem (2), Verviers (1) et Turnhout (0) restent sans victoire.
Le gain de la période sera pour Cappellen (25), Sprimont-Comblain (23) ou Ciney (23) qui, d'abord mené « 0-2 » et réduit à 10, a retourné la situation et laminé La Calamine (6-2), dans son match de retard, joué le mercredi 1er octobre 2014.
Ciney fait ce qu'il faut contre Visé (1-0), mais Cappellen est intransigeant contre Bocholt (4-1). Les Anversois remportent la première période. Par ailleurs, Sprimont (2-2 contre Oosterzonen) et l'Union St-Gilloise (1-1 face à Grimbergen) perdent des points. Verviers empoche un second point en partageant (3-3) contre Tirlemont, qui, selon les rumeurs, aurait de nouveaux soucis financiers.

#### Deuxième période
Cette période s'écoule du 11 octobre 2014 au 25 janvier 2015 (sauf remises inopinées).
C'est Oosterzonen qui prend le meilleur départ de cette deuxième période avec quatre victoires de suite. Le leader du général, Cappellen totalise 10 unités après avoir été accroché (0-0) par Hasselt. La Louvière et l'Union Saint-Gilloise ont 9 points. Ciney subit son deuxième revers de la compétition (2-1) à Hoogstraten lors de la 14e journée.

##### Cappellen champion d'automne
Lors de la 15e journée, Ciney est mené 0-2 mais se reprend et s'impose (3-2) contre Cappellen auquel il inflige sa première défaite et duquel il se rapproche au classement. Ce résultat redistribue aussi les cartes pour le classement de la 2e période. La Louvière prend la tête grâce à une meilleure différence de buts par rapport à Oosterzonen qu'il vient de battre (2-1). À l'inverse, l'Union SG rate le coche en s'inclinant à domicile (0-2) contre Sprimont.
Cappellen ne trébuche pas contre Gimbergen (2-0), par contre Ciney est rejoint (2-2) à Walhain après avoir compté deux buts d'avance. Les banlieusards anversois sont champions d'automne une semaine avant la fin du premier tour. Hasselt qui est allé étrillé Berchem Sport (1-7) se hisse seul en tête du classement de la deuxième période à la suite du partage de La Louvière (0-0, à Diegem) et Oosterzonen (2-2, contre Bocholt). Visé qui n'aligne que des jeunes à la suite de la faillite déclarée décroche un succès surprise (1-3) à Sprimont.
Les trois premiers (Cappellen, Ciney et Hasselt) ponctuent le premier tour sur un succès. Hasselt est en tête de la deuxième période avec 17 points, soit un de mieux que le duo Cappellen/La Louvière. En fond de classement, Verviers va chercher un succès important (1-2) à Visé.
Statu quo en tête avec la victoire conjuguée des trois premiers classés. L'Union St-Gilloise repasse en quatrième position après son large succès (5-1) contre Oosterzonen et les défaites de La Louvière (1-0, à Bocholt) et de Sprimont (1-0, à Ciney). Les cinq derniers classés (Visé, Grimbergen, Verviers, Diçegem et Turnhout) se sont tous inclinés.
Coup de semonce en tête du classement général lors des 19e et 20ejournées. Le leader Cappellen est nettement défait (3-0') à Walhain puis s'incline de nouveau (2-3) contre Berchem. Le 3e classé, Hasselt, voit sa belle série stoppée (1-0) à Tirlemont avant d'être accroché (3-3) par Oosterzonen. Intercalé, Ciney ne profite pas de ses faux-pas puisque les Condruziens sont tenus en échec (3-3) à Verviers et à domicile (1-1) contre Tirlemont. Dans un premier temps, l'Union St-Gilloise et La Louvière se replacent tout comme Bocholt, large vainqueur (1-7) à Turnhout. Mais ensuite les « Unionistes » et les « Loups » se neutralisent (1-1) alors que les Limbourgeois ne peuvent faire mieux que 2-2 à La Calamine. Cet apparent surplace des meneurs provoque un joli regroupement au classement de la deuxième période auquel 9 formations se tiennent sur 4 points, alors qu'il en reste 6 à distribuer. En fond de classement, si Turnhout s'enfonce, Diegem (0-2) et Visé et Verviers (0-1) à Grimbergen continuent de se battre et à croire au maintien.
Lors de la reprise en janvier, les trois premiers du général s'inclinent (Cappelen à Sprimont  4-1, Ciney à Oosterzonen 1-0 et Hasselt à Diegem 1-0). Bocholt fait la meilleure opération en s'imposant contre l'Union St-Gilloise (2-0). Alors que les Bruxellois perdent leurs dernières illusions pour le gain de la période, les Campinois s'isolent en tête de ce classement particulier.
La dernière journée de la période est tronquée en raison des importantes chutes de neige survenues dans la nuit du 23 au 24 janvier 2015. Berchem Sport (vainqueur 4-0 de Turnhout) passe en tête du classement de la période alors que la rencontre Visé-Bocholt est remise. Il faut donc attendre que cette partie soit disputée pour connaître le vainqueur de la tranche. Bocholt devra obtenir au minimum un partage pour coiffer les pensionnaires du Rooi.

##### Tirlemont en difficultés
Le mardi 13 janvier 2015, l'URBSFA suspend le K. VK Tienen de toutes activités (sanction limitée à l'équipe Premières) pour non-paiement d'arriérés de salaires à plusieurs joueurs français. Le club, dans le rouge financièrement depuis le retrait son principal sponsor, les "Sucreries Tirlemontoises", lance un appel à l'aide à ses fans. Finalement, un accord est conclu avec le syndicat "Sparta" qui représentent les joueurs plaignants. La fédération belge lève la suspension le jeudi 15/01. Trois jours, le matricule 132 peut donc disputer son match d'alignement contre Grimbergen (1-1).
La période se termine avec trois rencontres d'alignement jouées les 14 et 15 février. Bocholt s'impose largement (2-5) à Visé et coiffe Berchem Sport. Ciney s'incline (1-3) contre Diegem alors que Sprimont va gagner (1-2) à Walhain. La conjugaison de ces trois résultats regroupe cinq équipes sur deux points à proximité de la 2e place: Ciney, Union, Sprimont (47), Bocholt (46) et Hasselt (45). À noter que Ciney et Bocholt comptent une rencontre moins, l'un devant recevoir l'autre !

#### Troisième période
Cette période s'écoule du 31 janvier 2015 au 3 mai 2015 (sauf remises inopinées).
La dernière période débute dans un contexte particulier puisque le leader Cappellen et son premier poursuivant Ciney ont confirmé qu'ils ne demanderaient pas la licence obligatoire pour accéder à la Division 2. Toutefois, la motivation sportive semble encore rester intacte puisque les deux meneurs s'imposent aisément. Dans le groupe de chasse, Bocholt impressionne (4-0) contre Hasselt, un rival direct. L'Union St-Gilloise et Sprimont Comblain gagnent également. Succès important de Diegem Sport contre Grimbergen (2-1) qui permet aux Banlieusards bruxellois de quitter la zone rouge pour la première fois de la saison (14e).
Dès le début de cette période, le Royal Sprimont Comblain Sport confirme qu'il ne demandera pas de licence pour la Division, s'insurgeant contre les critères jugés excessifs.
La 24e journée est tronquée de sa tête d'affiche avec la remise de la rencontre entre Ciney (2e) et Bocholt (4e). Alors que le leader Cappellen est tenu en échec à domicile (2-2) par Oosterzonen, l'Union SG, Sprimont et Hasselt s'imposent. En bas de grille, Diegem, Grimbergen (19), Visé (17) et Verviers (15) se tiennent de près. Diegem et Visé ont joué une rencontre de moins.
L'Union et Sprimont s'imposent pour rester en tête du classement de la période avec 9 points sur 9. Ciney et Bocholt qui doivent s'affronter en match de retard totalisent aussi le maximum (6). Cappellen reste bien installé en tête du général avec 7 longueurs de mieux que le trio des premiers poursuivants (où Ciney compte donc une rencontre de moins). Visé va chercher la victoire de l'espoir (0-1) à Turnhout et dépasse à nouveau Grimbergen défait (2-0) à Bocholt.
Bien que n'ayant pas demandé de licence pour la D2, Cappellen (63) reste le plus régulier et porte son avantage à 10 points sur son premier poursuivant, Sprimont Comblain (53). Celui-ci est battu à Oosterzonen (2-0), mais l'Union St-Gilloise (53) est surprise à domicile (1-3) par Grimbergen. Hasselt (51) revient à hauteur de Ciney (51) qui a concédé un nul (2-2) à Visé. Bocholt (50), bien que défait (1-2) par le leader, est le dernier à prétendre aux places d'honneur puisque derrière les Campinois ont 10 points de plus qu'Hoogstraten. La lutte pour la survie se décante petit à petit. Au-dessus de Turnhout (6), Verviers (19) chasse derrière Visé (21) alors que Grimbergen (25) et Tirlemont (27) ont un peu plus d'aisance. Diegem Sport, longtemps moribond se reprend et pointe au 13e rang avec 28 unités.
La 28e journée voit le quatuor de tête (Cappellen, Sprimont, Union SG et Ciney) s'imposer. Les Condruziens gagnent (4-1) contre Hasselt qui se retrouve ainsi repoussé à 5 unités du duo Srpimont/Union. Le principal enseignement vient du bas de tableau avec les succès conjugués de Tirlemont et de Grimbergen. Le barragiste Visé (battu 1-0 à Grimbergen) compte désormais 8 et 7 points de retard sur ces deux équipes alors que le 17e Verviers (défait 0-3 par Oosterzonen) est deux unités derrière. Turnhout (battu 3-0 à Tirlemont) n'a que 6 points et ne peut mathématiquement plus espérer que la place de barragiste.
À l'occasion de la 29e journée, La Louvière remporte un succès de prestige contre Sprimont (3-2) alors que Cappelen est tenu en échec (1-1) à l'Union St-Gilloise. Ciney s'impose (1-3) à Turnhout qui est désormais mathématiquement renvoyé en Promotion à la suite de la victoire de Visé (4-3) contre Hoogstraten. Verviers va s'imposer (0-1) à Diegem. Le suspense reste donc de mise pour la désignation du barragiste et du second descendant direct.
La 30e journée est au bénéfice de Sprimont qui est le seul vainqueur des équipes de tête (2-1 contre Bocholt). Cappellen et Ciney concèdent un nul vierge: le leader à domicile contre Visé et les Condruziens à Grimbergen. L'Union St-Gilloise s'incline (2-0) à Walhain, tandis qu'Hasselt subit la loi d'Oosterzonen (3-0). Sprimont prend la 2e place en attendant que Ciney joue son match d'alignement contre Bocholt la semaine suivante. Alors que Diegem partage (0-0) à Tirlemont, Verviers s'impose largement (5-2) contre La Louvière. Tirlemont (31), Grimbergen (30), Diegem (29) sont juste au-dessus de la zone rouge qu'occupent Visé (8 victoires) et Verviers (7 victoires) avec 25 points. Turnhout (6) est condamné depuis une semaine.
Le samedi de Pâques, Bocholt remporte (0-1) le match d'alignement qu'il joue à Ciney et reste donc dans la course pour la montée directe.
Lors de la 31e journée, le leader Cappellen (69) est accroché (1-1) et doit patienter une semaine pour fêter le titre car Sprimmont (62) s'est imposé (0-4) à La Calamine. L'Union St-Gilloise (60-18v) et Bocholt (60-17v) sont juste derrière alors la démotivation de Ciney semble se confirmer avec un revers des œuvres d'Hoogstraten (1-2). Les Campinois avaient déjà battu les Condruziens au premier tour. Grimbergen (33) est allé chercher un succès un peu chiche mais précieux (0-1) à Turnhout et Diegem (30) a préservé une unité lors de la venir d'Oosterzonen (2-2). Visé (25-7v) et Verviers (25-6v) voient donc leur opération maintien se compliquer, même si Tirlemont (30) a perdu (3-2) à La Louvière.
Cappellen (69) espérait fête son titre à domicile, mais Ciney en à décider autrement (1-3). L'Union St-Gilloise (64) s'impose (1-2) à Sprimont (63) et prend la 2e place, les Unionistes sont assurés de monter en Division 2, puisque les seuls de leur série à être en ordre de licence. En bas de classement; Diegem ne parvient pas à battre Turnhout (0-0). Cette contre-performance empêche les Banlieusards bruxellois (31) d'être définitivement rassurés puisque Visé et Verviers (25) ont perdu, les uns à Berchem (2-1), les autres contre La Calamine (1-2).

##### Cappellen champion, Visé barragiste, Verviers relégué
En réalisant un match nul (1-1), à Grimbergen, le R. Cappellen FC décroche le titre. lors de la 33e journée. La dernière question concerne le bas du tableau: qui de Visé et Verviers sera barragiste et l'autre descendant direct.

## Tour final D3 annulé
Ce tour final offre une place en Division 2, mais en raison des circonstances particulières de cette saison, il est annulé. Aucune rencontre n'est disputée.
Le tirage au sort des rencontres (aller/retour) a été effectué le lundi 4 mai 2015, au siège de l'URBSFA. À ce moment trois équipes sont concernées, mais une seule (Deinze) est en ordre de licence pour le football rémunéré alors que les deux autres formations (Dender et Hasselt) attendent le verdict de la Cour belge d'arbitrage pour le sport (CBAS) devant laquelle un appel a été interjeté.
Le 5 mai 2015, Hasselt se voit refuser sa licence par la CBAS. Le lendemain, cet organisme énonce un autre refus à l'égard de Dender.
En conséquence, seul club encore administrativement en ordre le KM SK Deinze est promu en Division 2, dont il avait été relégué en 2009.

### Participants
- Série A = KM SK Deinze, FC Verbroedering Dender EH
- Série B = K. Sporting Hasselt[13] ne peut pas prendre part au tour final.
- Barragiste de Division 2 = aucun

### Programme initialement tiré
Les matches se jouent par aller/retour, avec prolongations éventuelles et tirs au but à la suite de la manche retour (les buts marqués en déplacement sont prépondérants).
| |              |                            | Score  |        |  |  | Score |
| Le tour final a été adapté en fonction des circonstances particulières. Les rencontres sont proposées sous réserves que Hasselt et Dender obtiennent leur licence devant la CBAS. Le tirage au sort a désigné Dender comme étant "bye" au 1er tour. Le 5 mai, le verdict tombe pour Hasselt et est défavorable. |              |                            |        |        |  |  |       |
| Première journée - Aller le 17 mai 2015 / Retour le 21 mai 2015 |              |                            |        |        |  |  |       |
| T1 Aller | KM SK Deinze | K. SK Hasselt              | annulé | Retour |  |  | -     |
| Deuxième journée - Finale - Aller le 24 mai 2015 / Retour le 31 mai 2015 |              |                            |        |        |  |  |       |
| FIN Aller | KM SK Deinze | FC Verbroedering Dender EH | annulé | Retour |  |  | -     |

## Résultat duTour final des Promotions

### Participants
- Barragistes de D3: R. Géants Athois, R. CS Visé
- Promotion Série A: SK St-Niklaas, SW Harelbeke, OMS Ingelmunster
- Promotion Série B: R. Francs Borains, R. Ent. Sp. Acrenoise, K. Olympia SC Wijgmaal
- Promotion Série C: K. FC Esperanza Pelt, RC Hades, K. SC City Pirates Antwerpen
- Promotion Série D: R. Stade Waremmien FC, Solières Sport, R. RC Hamoir

## Résumé de la saison

### Champions
- Série A: K. VV Coxyde 1er titre en Division 3
- Série B: R. Cappellen FC 4e titre en Division 3
- Quarante-neuvième titre de Division 3 pour la Province d'Anvers
- Vingt-sixième titre de Division 3 pour la Province de Flandre occidentale

### Montants en et Relégués de Division 2
Quatre clubs descendent de Division 2: le K. RC Mechelen, le KV Woluwe-Zaventem, le R. AEC Mons (faillite et pas de licence) et le K. SC Eendracht Aalst (pas de licence).
Trois clubs montent en Division 2:Le K. VV Coxyde, la R. Union St-Gilloise (titulaire d'une licence le mieux classé - 3e- derrière le champion et son dauphin qui en sont dépourvus) et le KM SK Deinze (via TF).

### Montants de et Relégués en Promotion
À la fin de la saison, sept clubs (R. Ent. Sp. Acrenoise, K. FC Beerschot-Wilrijk, R. RC Hamoir, R. FC de Liège, Tempo Overijse MT, K. FC Sparta Petegem et SK St-Niklaas) sont promus depuis l'étage inférieur, alors que six clubs (R. Géants Athois, R. FC Tournai, KV Turnhout, R. CS Verviétois, R. CS Visé et K. FC Eendracht Zele) sont relégués en Promotion en vue de la saison suivante.
- Note 1: Le R. Géants Athois a refusé de prendre part au Tour final de Promotion et est relégué. Ce club va disparaître absorber par le FC Ostiches. Des négociations sont en cours pour le rachat du "matricule 2899" des Géants Athois.
- Note 2: La R. Ent. Sp. Acrenoise est repêchée lors du Tour final de Promotion qu'elle a terminé à la 3e place, en raison du plus que probable arrêt d'activités du R. AEC Mons, déclaré en faillite et renvoyé de "D2" et "D3".

## Débuts en Division 3
Deux clubs font leurs débuts en Division 3, ils portent à 306 le nombre d'entités différentes ayant évolué au 3e niveau national belge.
- FC Gullegem, K. VC St-Eloois-Winkel Sport sont les 29e et 30e clubs flandriens occidentaux à atteindre la Division 3.